# Curacautin
Curacautin är en kommun i Chile.   Den ligger i provinsen Provincia de Malleco och regionen Región de la Araucanía, i den södra delen av landet, 600 km söder om huvudstaden Santiago de Chile.
I omgivningarna runt Curacautin växer i huvudsak blandskog. Runt Curacautin är det glesbefolkat, med 12 invånare per kvadratkilometer.